# Valéry Khalilov
Pour les articles homonymes, voir Khalilov.
 (décembre 2016).
Si vous disposez d'ouvrages ou d'articles de référence ou si vous connaissez des sites web de qualité traitant du thème abordé ici, merci de compléter l'article en donnant les références utiles à sa vérifiabilité et en les liant à la section « Notes et références ».
Valéry Mikhaïlovitch Khalilov (Валерий Михайлович Халилов), né le 30 janvier 1952 à Termez (en république socialiste soviétique d'Ouzbékistan) et mort le 25 décembre 2016 près de Sotchi, est un chef d'orchestre militaire et compositeur russe.

## Biographie

### Jeunesse
Né dans la famille d'un chef d'orchestre militaire, Valéry Khalilov a commencé à étudier la musique à l'âge de 4 ans. Il poursuit son éducation à l'école de musique militaire de Moscou (appelée aujourd'hui l'Institut de musique militaire de Moscou) et à la faculté des chefs d'orchestre du Conservatoire Tchaïkovski de Moscou.

### Carrière militaire
Après avoir terminé ses études, Valéry Khalilov a été nommé chef d'orchestre de l'Institut Supérieur des cadres supérieures militaires de radio-électronique de défense aérienne de Pouchkine.
En 1980, la musique que dirige Valéry Khalilov se classe première au concours des musiques militaires de la région militaire de Leningrad. En conséquence, il est nommé professeur de la chaire de la direction d'orchestre, puis de la chaire du service des musiques militaires du Conservatoire Tchaïkovski de Moscou.
En 1984, Valéry Khalilov est transféré à l'organisme de commandement du service des musiques militaires du ministère de la Défense de l'Union soviétique.
Chef du service des musiques militaires des Forces armées de la fédération de Russie et chef d'orchestre militaire principal de 2002 à 2016, il continue sa carrière de chef d'orchestre militaire à la tête de l'Ensemble Alexandrov.
Depuis 2007, le général Khalilov est le directeur musical du Festival international de musiques militaires « Spasskaya Bashnya » (tour Spasskaïa). Il est aussi maître émérite des arts de Russie, membre de l'Union des Compositeurs de Russie, maître émérite de la Société Russe de musique. Son travail de compositeur est lié principalement à la musique à vent.
Le général Khalilov a fait des tournées avec l'orchestre central du ministère de la Défense des Forces armées de la fédération de Russie dans les garnisons les plus éloignés du pays et à l'étranger : en Autriche, en Belgique, en Hongrie, en Allemagne, en RPC, au Liban, en Mongolie, en Pologne, aux États-Unis, en Finlande, en France, en Suisse et en Suède.

### Décès
Valéry Khalilov meurt dans le crash d'avion dans lequel périssent 92 personnes, dont 64 membres de l'Ensemble Alexandrov, huit militaires, neuf journalistes et une employée d'une agence humanitaire. .

## Créations
Valéry Khalilov a créé en 2007 le festival de musique militaire « Tour Spasskaïa » (Спасская башня / Spasskaya Bashnya) et en 2012 le Festival de musique militaire "Vague de l'Amour" (Амурские волны / Amourski Volni).

## Postérité
L’École de musique militaire de Moscou sera nommée en son honneur tout comme le festival « Vagues de l'Amour » qu'il a créé en 2012.

## Grades militaires
- Général-major (décembre 2006)
- Général-lieutenant (9 juillet 2010).

## Distinctions
- Artiste du peuple de la fédération de Russie
- Ordre du Service pour la Patrie dans les Forces armées, 3e classe
- Ordre de l'Honneur